# Calbecht
Calbecht ist einer der insgesamt 31 Stadtteile der kreisfreien Stadt Salzgitter in Niedersachsen, gelegen in der Ortschaft West. Calbecht gehörte bis zum 31. März 1942 zum Landkreis Wolfenbüttel und wurde durch einen Verwaltungsakt am 1. April 1942 ein Teil der Großstadt Watenstedt-Salzgitter. Am 23. Januar 1951 wurde diese amtlich in Salzgitter umbenannt.

## Geschichte
Die erste schriftliche Erwähnung des Ortsnamens findet sich in einer Urkunde von König Friedrich I. (Barbarossa) vom 9. Mai 1152. Hier wird bestätigt, dass das Georgenbergstift bei Goslar von Conrado de Caltbecht eine Mühle in Mahner (heute: Groß Mahner) gekauft hat. Frühe Ortsnamen sind Calbechte (1178), Calcbechte oder Caltbechte (1179), Calcbechte (1257), Calbichte (1350) und Calbich (1361). 1548 findet man erstmals die heutige Schreibweise Calbecht.
Zur Deutung des Basiswortes des Ortsnamens gibt es keine einheitliche Erklärung. Die wahrscheinlichste  Deutung geht vom altsächsischen Wort kalc für Kalk aus und könnte sich auf das kalkhaltige Gestein beziehen, durch das der Bach bei Calbecht verläuft. Der Namensbestandteil -bech/-bich wird auf das altsächsische beki für Bach zurückgeführt.
Seit dem 15. Jahrhundert gehörte Calbecht zum Herzogtum Braunschweig. Anfänglich war Calbecht dem Gericht Lichtenberg zugeordnet (seit 1356). 1542 wurden die Gemeinden Gebhardshagen, Lobmachtersen, Leinde und Calbecht zum neu gebildeten Amt Gebhardshagen zusammengefasst.
Während der napoleonischen Zeit (1807 bis 1813) zählte Calbecht im Königreich Westphalen zum Kanton Gebhardshagen des Distriktes Braunschweig, das im Departement der Oker lag. Nachdem 1814 das Herzogtum Braunschweig wieder eingeführt wurde, gehörte Calbecht hier zum Kreisgericht Salder, dem späteren Amt Salder, und wurde 1850 in den Landkreis Wolfenbüttel eingegliedert. Seit dem 1. April 1942 gehört der Ort zur neugegründeten Stadt Watenstedt-Salzgitter – dem heutigen Salzgitter. Innerhalb Salzgitters zählt Calbecht seit der Gebietsreform 1972 zusammen mit Engerode, Gebhardshagen und Heerte zur Ortschaft West.
Als 1937 die Reichswerke Hermann Göring den Erzbergbau übernahmen, wurden große Flächen von Ackerland in Industrieflächen für die Schachtanlagen und Betriebe des Erzbergbaus umgewandelt. Die Bauern wurden in den Folgejahren mit Ersatzland aus den umliegenden Gemarkungen abgefunden.
Nach kurzer Unterbrechung bei Kriegsende wurde der Erzbergbau wieder aufgenommen, erweitert und noch lange fortgeführt. Aber zum Ende der 1950er Jahre wurden die Abnahmebedingungen für die nur aufwändig zu verhüttenden Salzgitter-Erze immer schlechter. Dies bedingte einen anhaltenden Verfall der Preise für Salzgitter-Erze, der einen wirtschaftlichen Betrieb der Gruben nicht mehr zuließ. Der Betrieb der Schachtanlagen wurde 1967 aufgegeben und 1982 wurden auch die letzten Anlagen der Nassaufbereitung bei Calbecht stillgelegt.
Seit Mitte der 1980er Jahre wird das Gelände der ehemaligen Nassaufbereitung als Gewerbegebiet genutzt. Anfang der 1990er Jahre wurde beschlossen, die Gebäude der Erzbergbau AG für die Erweiterung der Fachhochschule Braunschweig/Wolfenbüttel, der heutigen Ostfalia Hochschule für angewandte Wissenschaften, zu nutzen. Heute (2018) sind in Calbecht rund 2500 Studierende in den Bereichen Verkehr, Sport, Tourismus und Medien eingeschrieben.

### Erzbergbau Hannoversche Treue

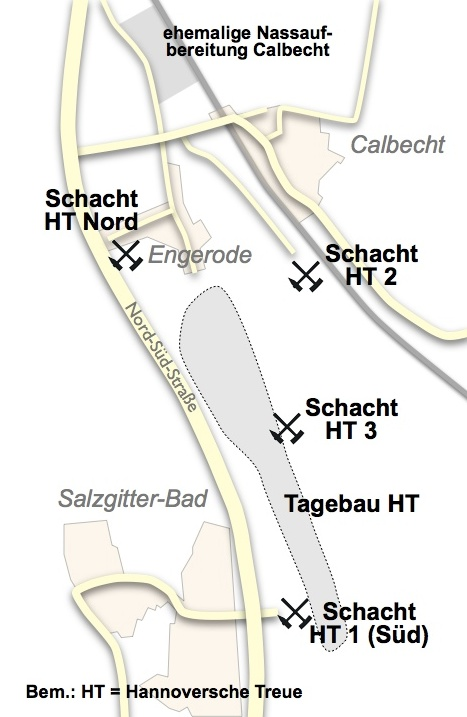
Karte der Anlagen des Eisenerzbergwerks Hannoversche Treue

Zwischen 1830 und 1930 gab es im Gebiet des heutigen Salzgitter zahlreiche Kleinbetriebe, in denen das Erz in Tagebauen oder Stollen abgebaut wurde. Im Bereich der späteren Hannoverschen Treue waren dies die Gruben Engeröder Eisenstein, Zuversicht, Hinterlist, Hannoversche Treue und Gekrönte Hoffnung. 1893 wurde die Ilseder Hütte, zu der auch das Hochofenwerk in Groß Ilsede gehörte, Eigentümerin dieser Bergwerksfelder. Der Tagebau wurde 1930 stillgelegt, aber 1935 wurde der Betrieb wieder aufgenommen. 1936 wurden hier mit 100 Mann 75.000 Tonnen gefördert.
Im Rahmen des Aufbaus der Hermann-Göring-Werke mussten die bisherigen Besitzer von Erzfeldern und Bergwerksanlagen im Raum Salzgitter diese zum 1. Oktober 1937 an die Reichswerke übertragen. Als erstes wurde nach der Übernahme die Förderung des Tagebaus erheblich ausgeweitet. Im darauffolgenden Jahr war dessen Belegschaft bereits auf 339 Mann gestiegen und es wurden über 319.000 Tonnen gefördert. Die höchste Förderleistung im Tagebau wurde 1941 mit 429.500 Tonnen erreicht. Der Betrieb des Tagebaus musste 1948 aufgegeben werden, da die gewinnbaren Lagerstättenteile ausgeerzt waren.
Noch 1937 wurden umfangreiche Erkundungsbohrungen aufgenommen, um das Erz auch im Tiefbau zu gewinnen. In der Zeit von Januar 1938 (Beginn der vorbereitenden Arbeiten) bis Oktober 1939 wurden dann vier Schächte abgeteuft:
- Um den Tiefbau möglichst schnell aufnehmen zu können, wurde als erstes der Schacht Hannoversche Treue 3 in der Zeit von April 1938 bis Februar 1939 am östlichen Rand des Tagebaugebietes auf 279,8 m abgeteuft. Ursprünglich war dieser Schacht als Hilfsschacht geplant, wurde aber bis zur Fertigstellung der Tagesanlagen von Schacht 2 als Förderschacht genutzt. Nachdem der Abbau den Schachtsicherheitspfeiler erreicht hatte, wurde der Schacht ab 1953 nicht mehr als Förderschacht genutzt und im Februar 1958 abgeworfen.
- Hannoversche Treue 2 war als Hauptförderschacht geplant und wurde in der Zeit von März 1938 bis Oktober 1939 südlich von Calbecht auf 502 m Endteufe niedergebracht. Kriegsbedingt verzögerte sich die Fertigstellung der Tagesanlagen, so dass die Förderung hier erst Anfang 1943 aufgenommen werden konnte. 1952 wurde der Schacht zum Hauptförderschacht ausgebaut.
- Im Juli 1938 wurden die Abteufarbeiten an den Schächten Hannoversche Treue Nord (am westlichen Ortsrand von Engerode) und Hannoversche Treue Süd (am südlichen Ende des Tagebaugebietes) aufgenommen. Der Nordschacht wurde bis Februar 1939 auf 263 m niedergebracht und diente als Wetterschacht. Die Arbeiten am Südschacht waren im April 1939 bei einer Endteufe von 265 m beendet. 1952/53 wurde der Südschacht (jetzt in Hannoversche Treue 1 umbenannt) vertieft und zum Hauptseilfahrtsschacht ausgebaut.

Bei Kriegsende wurde die Förderung eingestellt und erst im Frühjahr 1946 wieder aufgenommen. Aus Absatzgründen stieg die Förderung nur langsam wieder an und erreichte erst 1950 wieder den Stand von 1943/44. Der Höchststand der Förderung wurde 1956 mit 1,06 Millionen Tonnen Roherz erreicht und im darauffolgenden Jahr hatte die Grube mit 867 angelegten Arbeitern und Angestellten den höchsten Belegschaftsstand. Infolge der wachsenden Absatzprobleme für Salzgittererze ging die Förderung ab 1960/61 immer stärker zurück. Hinzu kam noch, dass der Bergbau durch zunehmende Salzwasserzuflüsse behindert wurde. Im November 1966 wurde daher die Schließung der Grube beschlossen und am 27. Mai 1967 verließ der letzte Förderwagen das Bergwerk. Die Förderanlagen wurden abgerissen, ein Teil der Betriebsgebäude wird heute für andere Zwecke genutzt.
Bis zu seiner Stilllegung wurden aus dem Tiefbau des Bergwerks Hannoversche Treue 16,5 Millionen Tonnen Eisenerz gefördert. Dazu kommen 3,4 Millionen Tonnen, die in den Jahren 1937 bis 1948 aus dem Tagebau gefördert wurden. Während der gesamten Betriebszeit verunglückten auf Hannoversche Treue 52 Bergleute tödlich. Darunter waren 33 Bergleute, die am 19. Juli 1960 bei einem durch Fahrlässigkeit verursachten Grubenbrand ums Leben kamen.

### Bevölkerungsentwicklung
Erste Angaben zur Bevölkerung von Calbecht finden sich in einem Erbregister von 1548. Damals gab es in Calbecht zwei Ackerhöfe, einen Halbspännerhof und 17 Kothöfe. Nach Ende des Dreißigjährigen Krieges dauerte es noch viele Jahre, bis 1678 die Zahl der Höfe wieder den alten Stand erreicht hatte. Einwohnerzahlen liegen für Calbecht erst seit dem 18. Jahrhundert vor. 1774 lebten hier 95 Menschen in 23 Feuerstellen, 1799 waren es bereits 200 Einwohner, diese Zahl veränderte sich bis 1933 nur geringfügig.
Mit dem Ausbau des Erzbergbaus durch die Reichswerke zogen auch mehr Menschen nach Calbecht und 1939 hatte der Ort 346 Bewohner. Durch den Zuzug von Flüchtlingen und Heimatvertriebenen in den Nachkriegsjahren erreichte die Einwohnerzahl 1950 mit 432 Bewohnern das Maximum. Zu dieser Zeit gab es noch 11 landwirtschaftliche Betriebe, die zusammen 221 ha Land bewirtschafteten. Bis zum Jahr 2000 war die Zahl der Betriebe auf 4 gesunken, die zusammen 229 ha Ackerland bewirtschafteten. Die Einwohnerzahl nahm danach kontinuierlich ab und seit Ende der 1980er Jahre leben in Calbecht um die 300 Menschen.
| Jahr | Einwohner |
| ---- | --------- |
| 1821 | 188       |
| 1848 | 224       |
| 1871 | 206       |
| 1910 | 161       |
| 1925 | 191       |
| 1933 | 162       |
| 1939 | 346       |
| 1946 | 407       |
| 1950 | 432       |

| Jahr | Einwohner |
| ---- | --------- |
| 1960 | 283       |
| 1970 | 247       |
| 1980 | 278       |
| 1990 | 313       |
| 2000 | 308       |
| 2006 | 287       |
| 2010 | 285       |
| 2012 | 287       |
| 2014 | 306       |

| Jahr | Einwohner |
| ---- | --------- |
| 2016 | 310       |
| 2017 | 301       |
| 2018 | 304       |
| 2019 | 302       |
| 2020 | 290       |
| 2021 | 295       |
| 2022 | 285       |
| 2023 | 270       |
| 2024 | 285       |

## Kirche

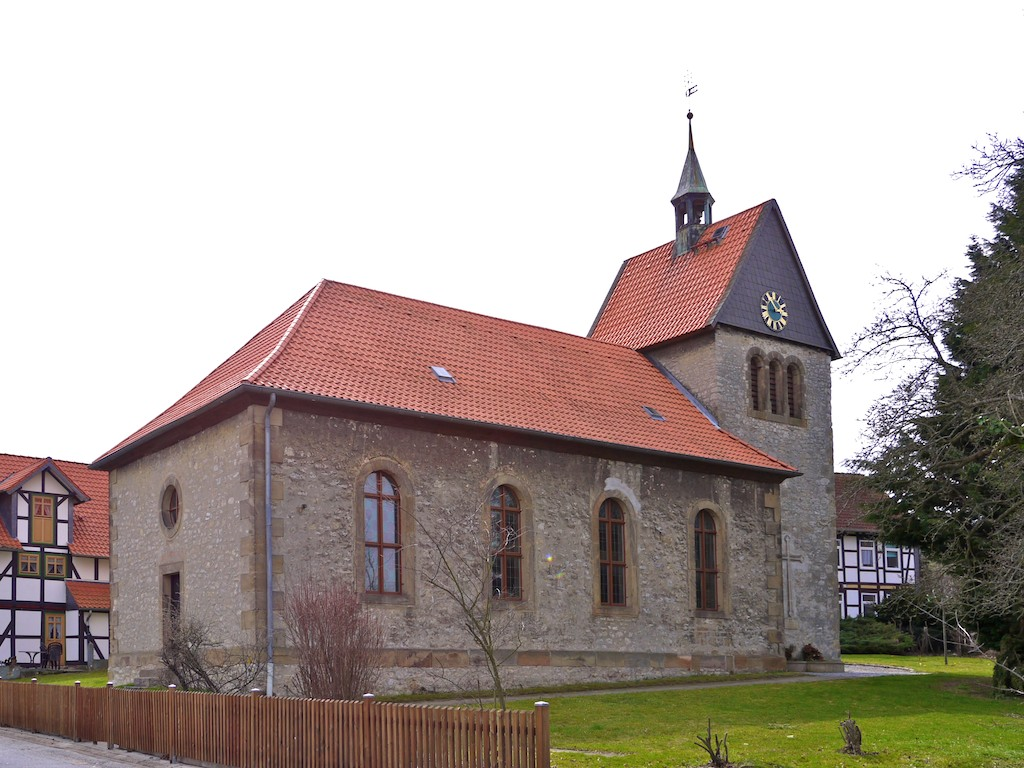
Kirche von Salzgitter-Calbecht

Das heutige Kirchengebäude wurde in den Jahren 1803–1805 erbaut, nachdem zuvor die alte hölzerne Kirche wegen Baufälligkeit abgerissen werden musste. Die alte Kirche war erstmals in dem schon genannten Erbregister von 1548 erwähnt worden, es handelte sich um einen alten Wehrturm, an den später ein Kirchenschiff angebaut worden war.
Die neue Kirche ist 50 Fuß lang und 34 Fuß breit (ein Braunschweiger Fuß = 28,54 cm). Die Baukosten betrugen 2750 Taler, Bauleiter war der Kammerbaumeister Rothermund aus Wolfenbüttel. 1839 erhielt die Kirche eine Orgel, die aber nicht lange hielt und schon 1858 nicht mehr gespielt werden konnte. 1867 wurde die Orgel ersetzt, diese wird nach einer umfangreichen Renovierung 1966 noch heute benutzt.
1890/91 erhielt die Kirche eine neue Turmuhr und zwei neue Glocken. Die kleinere der beiden Glocken, die von der Glockengießerei Radler in Hildesheim gegossen wurden, hängt heute noch im Kirchturm. Sie ist 350 kg schwer, hat einen Durchmesser von 80 cm und ist 71,5 cm hoch. Die größere Glocke musste im Ersten Weltkrieg zum Einschmelzen abgegeben werden. Erst am 18. September 1961 erhielt die Kirche wieder eine zweite Glocke (Durchmesser 0,997 m, Gewicht 613 kg).
Im Jahre 1568 führte Herzog Julius von Braunschweig in seinem Land die Reformation endgültig ein. Das Gebiet des heutigen Salzgitter war jetzt Teil der drei Generalsuperintendenturen Bockenem, Gandersheim und Wolfenbüttel. Calbecht gehörte von nun an zur Spezialsuperintendentur Barum innerhalb der Generalsuperintendentur Wolfenbüttel. Nachdem die Pfarre in der Folgezeit mehrfach vakant war, wurde diese 1660 zur filia (lat.: Tochter) von Gebhardshagen und hat seitdem keinen eigenen Pfarrer mehr. Calbecht gehört auch heute (2018) zum Pfarrverband Gebhardshagen. Im Sommer 2017 fusionierten die drei Gemeinden des Pfarrverbandes zur Kirchengemeinde Gebhardshagen-Calbecht-Engerode.

## Politik

### Wappen
In der Mitte des Wappens fließt der Calbechter Bach, der als „Kalt-“ oder „Kalk-“Bach dem Dorf seinen Namen gab. Der Reichsapfel daneben erinnert daran, dass der älteste Hof des Ortes ursprünglich als Zubehör der Königspfalz Werla ein Reichslehen war. Die grüne Farbe symbolisiert die um Calbecht noch in großem Umfang erhaltenen Gehölze und die Landwirtschaft.
Das Wappen wurde am 22. Januar 1998 von der Bürgerversammlung angenommen.